# Ager (rivière)
Pour les articles homonymes, voir Ager.
L'Ager est une rivière de Haute-Autriche, affluent gauche de la Traun, donc un sous-affluent du Danube. Elle est l'émissaire du lac d'Attersee.

## Géographie
De 34 km de longueur[réf. nécessaire], elle reçoit les eaux de plusieurs petits lacs dont le lac de Mondsee, le lac d'Irrsee et le lac de Fuschlsee avec lesquels elle est reliée par de petits cours d'eau.

### Bassin versant
Son bassin versant est de 1 261 km2[réf. nécessaire].

## Hydrologie
Son module est de 17,1 m3/s[réf. nécessaire].

## Aménagements et écologie
Pendant la période de l'après-guerre, l'Ager était très polluée du fait de la présence de nombreuses usines. C'est désormais moins le cas grâce aux différents plans d'épuration des eaux qui ont été mis en place.